# Jogos Islâmicos da Solidariedade de 2017
Os IV Jogos Islâmicos da Solidariedade foram um evento multinacional e multiesportivo realizado em Baku, Azerbaijão, de 12 a 22 de maio de 2017. Anteriormente, o evento foi realizado na Arábia Saudita em 2005 e na Indonésia em 2013. O segundo evento, originalmente programado para acontecer em outubro de 2009 no Irã, foi posteriormente remarcado, mas depois cancelado.
A Federação Islâmica de Esportes de Solidariedade (ISSF) é responsável pela direção e controle dos Jogos Islâmicos de Solidariedade.

## Candidatura
Em outubro de 2012, o Comitê Olímpico Nacional do Azerbaijão apresentou sua candidatura para os Jogos Islâmicos da Solidariedade de 2017 durante a 18ª reunião da Federação Islâmica de Esportes de Solidariedade realizada em Gidá, na Arábia Saudita. Baku foi premiado com o evento durante a Assembleia Geral da ISSF em 2013, que também foi realizada em Gidá.

## Nações participantes
Todos os 56 membros da Federação Islâmica de Esportes de Solidariedade participaram dos Jogos. Devido à suspensão do Comitê Olímpico do Kuwait, os atletas do Kuwait participaram dos Jogos como Atletas Independentes da ISSF, sob a bandeira da Federação Islâmica de Esportes de Solidariedade. Atletas e treinadores foram credenciados pela ISSF, usaram uniformes da ISSF e quaisquer medalhas conquistadas foram feitas sob o estandarte e o hino da ISSF. Junto com os atletas do Kuwait, atletas da Líbia e do Sudão, estavam escalados para competir sob a bandeira da ISSF, mas desistiram horas antes da cerimônia de abertura.
Abaixo está uma lista de todos os CONs participantes; o número de competidores por delegação é indicado entre parênteses.
| Comitês Nacionais Participantes |
| --- |
| - Afeganistão (49) - Albânia (10) - Arábia Saudita (188) - Argélia (100) - Azerbaijão (425) (anfitrião) - Bahrein (15) - Bangladesh (30) - Benim (21) - Brunei (6) - Burquina Fasso (6) - Camarões (80) - Catar (35) - Cazaquistão (23) - Chade (9) - Comores (9) - Costa do Marfim (57) - Djibuti (8) - Emirados Árabes Unidos (40) - Egito (46) - Gabão (7) - Gâmbia (14) - Guiné (7) - Guiné-Bissau (9) - Guiana (16) - Kuwait (Atletas Independentes da ISSF; desistiu) - Iêmen (15) - Indonésia (127) - Irão (100) - Iraque (49) - Jordânia (39) - Líbano (5) - Líbia (desistiu) - Malásia (42) - Maldivas (28) - Mali (6) - Mauritânia (6) - Moçambique (17) - Marrocos (100) - Níger (9) - Nigéria (18) - Omã (30) - Paquistão (125) - Palestina (65) - Quirguistão (48) - Senegal (25) - Serra Leoa (10) - Síria (33) - Somália (7) - Sudão (-) - Suriname (11) - Tajiquistão (40) - Togo (14) - Tunísia (25) - Turquemenistão (160) - Turquia (350) - Uganda (24) - Uzbequistão (121) |

## Locais de competição
17 locais de competição foram utilizados durante os Jogos. O estádio principal, conhecido como Estádio Olímpico de Baku, tem capacidade para 69.870 lugares.
| Nome do Local                      | Esportes                                       |
| ---------------------------------- | ---------------------------------------------- |
| AZAL Arena                         | Futebol                                        |
| Azerbaijan Weightlifting Academy   | Halterofilismo                                 |
| Palácio dos Esportes Aquáticos     | Saltos Ornamentais, Natação                    |
| Arena de Basquete de Baku          | Basquetebol 3×3                                |
| Baku Crystal Hall 1                | Voleibol                                       |
| Baku Crystal Hall 2                | Boxe, Zurkhaneh                                |
| Estádio Nacional de Baku           | Atletismo, Para-Atletismo, Cerimônias          |
| Centro de Tiro de Baku             | Tiro                                           |
| Salão de Esportes de Baku          | Caratê, Taekwondo, Wushu                       |
| Academia de Tênis de Baku          | Tênis                                          |
| Arena de Pólo Aquático de Baku     | Polo Aquático                                  |
| Bayil Arena                        | Futebol                                        |
| Dalga Arena                        | Futebol                                        |
| Heydar Aliyev Arena                | Judô, Judô Cego, Luta Livre, Luta Greco-Romana |
| Arena Nacional de Ginástica        | Ginástica Artística, Ginástica Rítmica         |
| Sarhadchi Arena                    | Handebol, Tênis de Mesa                        |
| Estádio Republicano Tofiq Bahramov | Futebol                                        |

## Voluntários
As inscrições para o Programa de Voluntários dos IV Jogos Islâmicos da Solidariedade Baku 2017 estiveram disponíveis entre 17 de outubro e 11 de dezembro de 2016. Nesse período, o Programa de Voluntários teve 12.500 inscritos. Todos os candidatos inscritos foram convidados para a entrevista no Centro de Voluntários da Academia Estatal de Educação Física e Esportes do Azerbaijão de 7 de novembro de 2016 a 16 de fevereiro de 2017.
O principal objetivo do programa é garantir o desenvolvimento dos voluntários de Baku 2017, permitir que eles tenham uma carreira de sucesso no futuro e apoiá-los na conquista de seus objetivos de vida de longo prazo.

## Esportes
24 disciplinas de 21 esportes foram disputadas nesta edição dos Jogos Islâmicos da Solidariedade. Alguns esportes também incluíam eventos esportivos para deficientes, como atletismo e judô.
- Aquáticos
  -  Natação (40) (detalhes)
  -  Polo aquático (1) (detalhes)
  -  Saltos ornamentais (6) (detalhes)
- Atletismo (54) (detalhes)
- Basquetebol (2) (detalhes)
- Boxe (10) (detalhes)
- Caratê (12) (detalhes)
- Futebol (1) (detalhes)
- Ginástica  (detalhes) 
  -  Ginástica artística (12)
  -  Ginástica rítmica (5)
- Halterofilismo (16) (detalhes)
- Handebol (2) (detalhes)
- Judô (22) (detalhes)
- Lutas (24) (detalhes)
- Taekwondo (16) (detalhes)
- Tênis (6) (detalhes)
- Tênis de mesa (4) (detalhes)
- Tiro (19) (detalhes)
- Voleibol (2) (detalhes)
- Wushu (7) (detalhes)
- Zurkhaneh (7) (detalhes)

## Quadro de medalhas
*   país anfitrião (Azerbaijão)
| Pos.                | País                   | Ouro | Prata | Bronze | Total |
| ------------------- | ---------------------- | ---- | ----- | ------ | ----- |
| 1                   | Azerbaijão             | 75   | 50    | 37     | 162   |
| 2                   | Turquia                | 71   | 67    | 57     | 195   |
| 3                   | Irã                    | 39   | 26    | 33     | 98    |
| 4                   | Uzbequistão            | 15   | 17    | 31     | 63    |
| 5                   | Bahrein                | 12   | 5     | 4      | 21    |
| 6                   | Argélia                | 7    | 12    | 21     | 40    |
| 7                   | Marrocos               | 7    | 5     | 15     | 27    |
| 8                   | Indonésia              | 6    | 29    | 23     | 58    |
| 9                   | Egito                  | 6    | 5     | 7      | 18    |
| 10                  | Quirguistão            | 4    | 5     | 8      | 17    |
| 11                  | Arábia Saudita         | 4    | 1     | 6      | 11    |
| 12                  | Jordânia               | 3    | 1     | 12     | 16    |
| 13                  | Iraque                 | 2    | 7     | 5      | 14    |
| 14                  | Cazaquistão            | 2    | 5     | 12     | 19    |
| 15                  | Turquemenistão         | 2    | 4     | 7      | 13    |
| 16                  | Catar                  | 2    | 3     | 7      | 12    |
| 17                  | Nigéria                | 2    | 3     | 1      | 6     |
| 18                  | Síria                  | 2    | 2     | 6      | 10    |
| 19                  | Tunísia                | 1    | 3     | 8      | 12    |
| 20                  | Camarões               | 1    | 2     | 6      | 9     |
| 21                  | Bangladesh             | 1    | 1     | 1      | 3     |
| 21                  | Senegal                | 1    | 1     | 1      | 3     |
| 23                  | Gâmbia                 | 1    | 1     | 0      | 2     |
| 24                  | Benim                  | 1    | 0     | 1      | 2     |
| 24                  | Guiné-Bissau           | 1    | 0     | 1      | 2     |
| 24                  | Moçambique             | 1    | 0     | 1      | 2     |
| 27                  | Paquistão              | 0    | 3     | 9      | 12    |
| 28                  | Omã                    | 0    | 3     | 4      | 7     |
| 29                  | Emirados Árabes Unidos | 0    | 1     | 3      | 4     |
| 30                  | Guiana                 | 0    | 1     | 2      | 3     |
| 30                  | Suriname               | 0    | 1     | 2      | 3     |
| 32                  | Djibouti               | 0    | 1     | 1      | 2     |
| 33                  | Mali                   | 0    | 1     | 0      | 1     |
| 33                  | Uganda                 | 0    | 1     | 0      | 1     |
| 35                  | Afeganistão            | 0    | 0     | 6      | 6     |
| 36                  | Costa do Marfim        | 0    | 0     | 4      | 4     |
| 36                  | Tajiquistão            | 0    | 0     | 4      | 4     |
| 38                  | Iémen                  | 0    | 0     | 2      | 2     |
| 38                  | Malásia                | 0    | 0     | 2      | 2     |
| 40                  | Líbano                 | 0    | 0     | 1      | 1     |
| Total (40 entradas) | Total (40 entradas)    | 269  | 267   | 351    | 887   |